# Scheda di gioco
Scheda di gioco (in inglese Game Card) è il nome utilizzato da Nintendo per riferirsi alle cartucce delle console Nintendo DS, Nintendo 3DS e Nintendo Switch.

## Nintendo DS/3DS

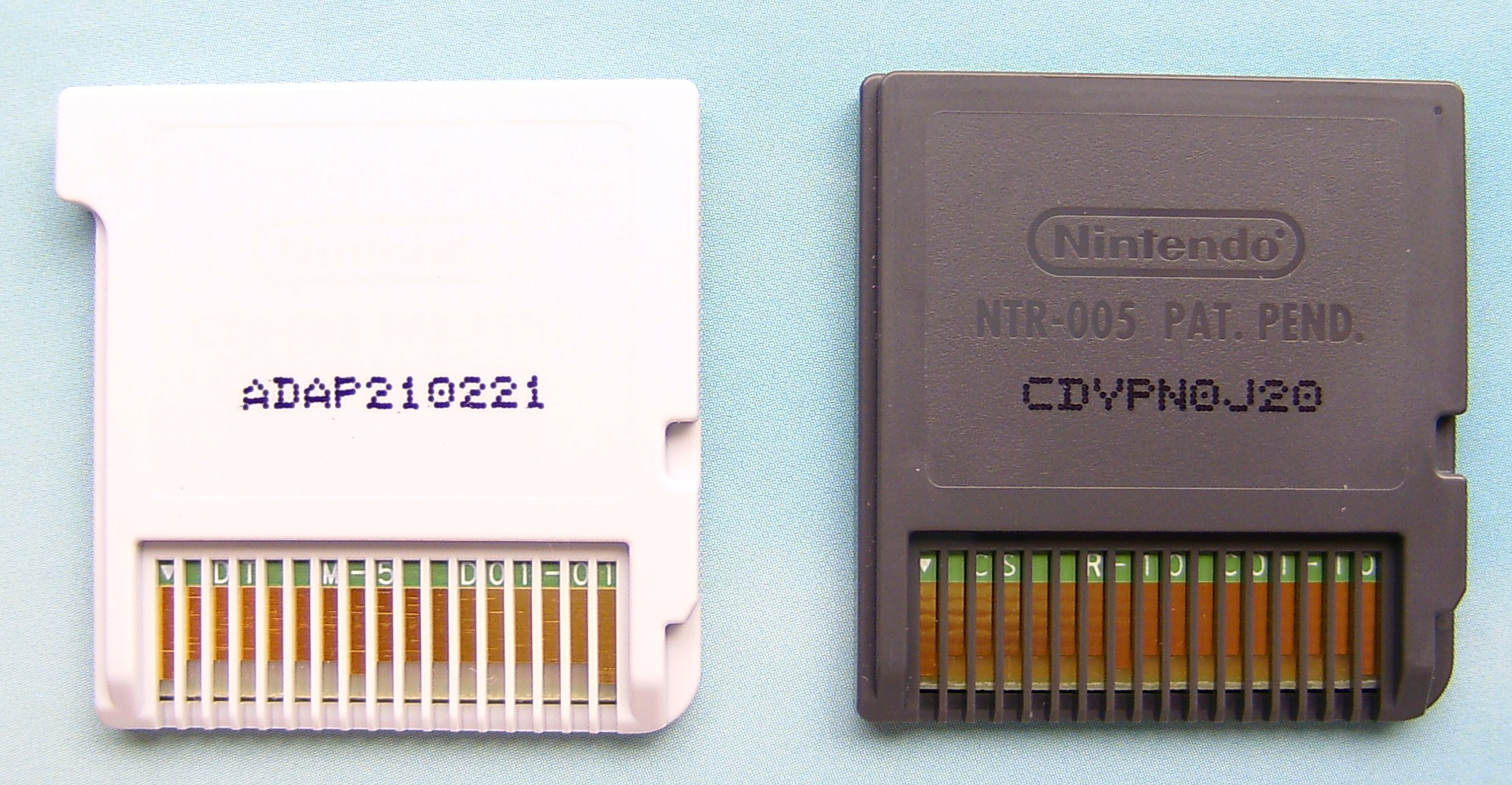
Scheda di gioco per Nintendo 3DS (sinistra) e Nintendo DS/Nintendo DSi (destra)

### Nintendo DS
Le schede di gioco del Nintendo DS hanno una capienza massima di 512MB e una velocità di lettura dei dati di 150 nanosecondi. A livello strutturale, sono composte da una porzione di memoria a sola lettura (ROM) su cui sono archiviati i programmi (ovvero i software di gioco) e una porzione accessibile in scrittura sulla quale vengono salvati i dati di gioco.

### Nintendo DSi
Nel 2008 esce il Nintendo DSi con vari miglioramenti hardware e funzioni aggiuntive come l'inclusione della telecamera.
Molti titoli, rilasciati in seguito per Nintendo DS, includevano funzionalità che potenziavano il gameplay quando venivano giocate sulla console DSi.
La maggior parte dei giochi manteneva la compatibilità con le iterazioni originali senza funzionalità avanzate, tuttavia alcuni titoli hanno funzionato esclusivamente su Nintendo DSi, successivamente anche su Nintendo 3DS, per motivi legati alla fotocamera.

### Nintendo 3DS
Le schede di gioco del Nintendo 3DS hanno una capienza massima di 8GB e, a eccezione della linguetta presente in alto a destra, condividono l'aspetto con quelle per Nintendo DS. Il software è memorizzato su una memoria flash di tipo NOR, mentre i salvataggi sono archiviati, a seconda del modello della scheda, su un chip dedicato (schede di tipo 1) o sulla stessa NOR (schede di tipo 2). Così come per le schede di memoria del suo predecessore, essendo basate sulla tecnologia flash le schede di gioco di Nintendo 3DS hanno una vita media che si aggira tra i 10 e i 15 anni, periodo oltre il quale potrebbero subire deterioramento con conseguente perdita di dati.

## Nintendo Switch

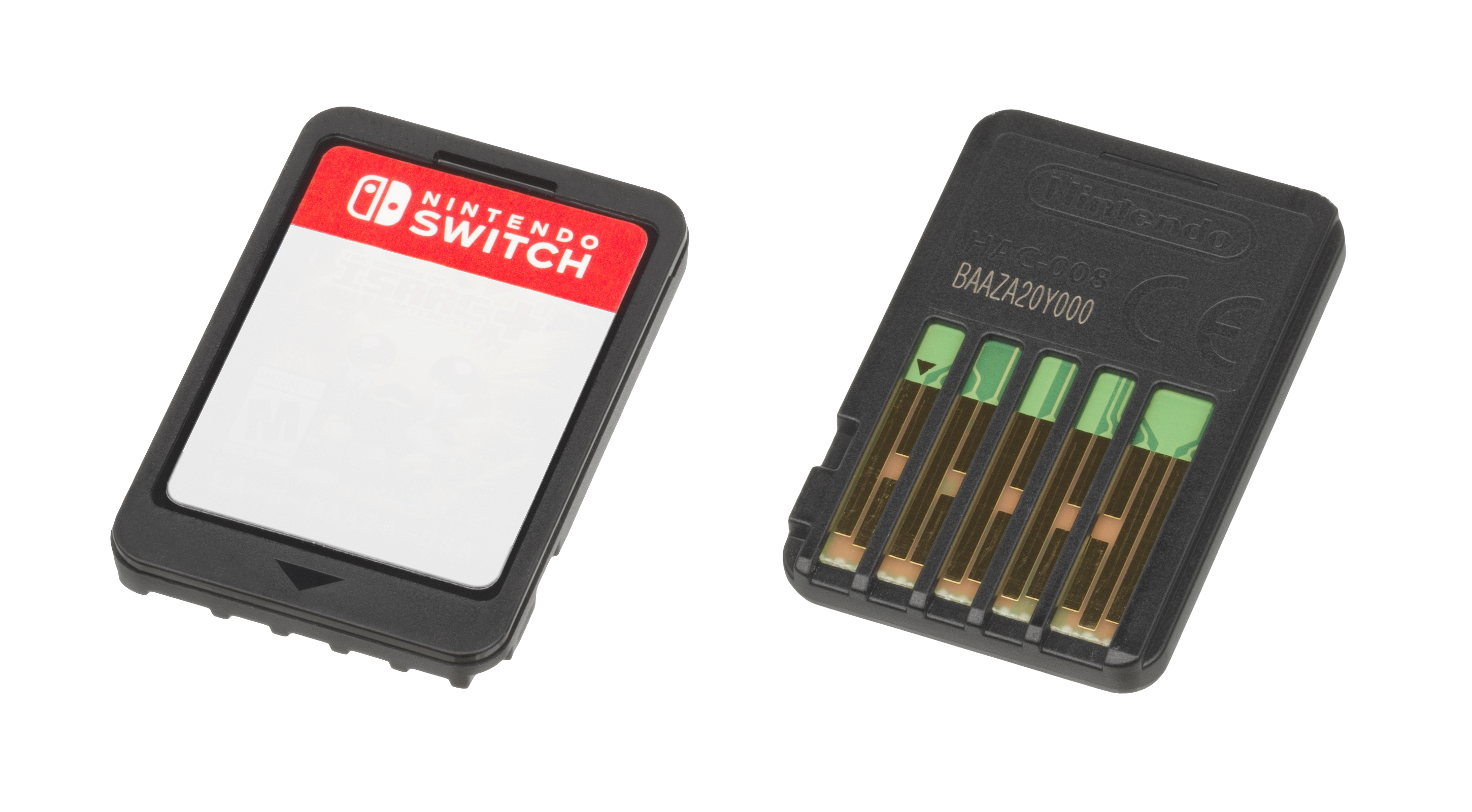
Scheda di gioco per Nintendo Switch

Rispetto alle schede utilizzate per i dispositivi delle serie DS e 3DS, le schede di gioco per Nintendo Switch sono di dimensioni minori: misurano infatti 34 x 21,4 x 3,8 mm. Hanno una capacità di memorizzazione maggiore rispetto alle versioni precedenti, arrivando ad una capienza massima di 32GB. Una versione da 64 GB venne annunciata nel dicembre 2017 con data d'uscita prevista per l'anno successivo e in seguito posticipata due volte al 2019 e al 2020; tuttavia non venne mai immessa sul mercato. Questa versione avrebbe dovuto sfruttare una tecnologia nota come 3D NAND.
Le schede di gioco per Nintendo Switch contengono chip di memoria prodotti dall'azienda taiwanese Macronix e utilizzano una tecnologia proprietaria simile alle memorie flash denominata XtraROM: tale tecnologia garantisce la preservazione dei dati per oltre 20 anni. Nello specifico, le cartucce contengono due chip distinti: uno in cui sono immagazzinati i file di gioco e uno per la loro decriptazione. Esteticamente parlando, esistono due differenti tipologie di cartucce che differiscono principalmente per il tipo di chip di memoria e le dimensioni del circuito stampato su cui è saldato: nella prima tipologia (riconoscibile perché sul retro della cartuccia è visibile una parte in verde del circuito stampato) il chip è di dimensioni contenute e saldato al centro del circuito mentre nella seconda tipologia (che sul retro presenta solo i contatti dorati scoperti) chip, circuito e contatti occupano tutti la stessa dimensione.. Sebbene siano state formulate differenti ipotesi che giustifichino l'uso di una o dell'altra versione (differenti costi produttivi, differente tecnologia di memorizzazione dei dati, differente produttore), nessuna di esse è stata confermata sebbene alcune speculazioni facciano notare come, solo ad una prima apparenza, sembri che solo le cartucce senza circuito esposto utilizzino memorie XtraROM masked (cioè scritte in maniera permanente in fase produttiva) personalizzate prodotte da Macronix mentre le altre utilizzino delle più comuni (e meno costose) memorie NAND scritte e caricate col software in un secondo momento. Vengono ricoperte da uno strato di benzoato di denatonio che, dando un sapore sgradevole alle cartucce, viene utilizzato allo scopo di prevenire l'accidentale ingestione delle stesse. Questo particolare divenne noto in seguito ad un video in cui Jeff Gerstmann, giornalista di Giant Bomb, lecca le schede di gioco generando, nei mesi seguenti, diversi video virali di emulazione.